# Bezděčí u Trnávky
Bezděčí u Trnávky település Csehországban, a Svitavyi járásban. Bezděčí u Trnávky Vrážné, Chornice és Městečko Trnávka településekkel határos. Lakosainak száma 183 fő (2024. január 1.).

## Népesség
A település lakosságának változását az alábbi diagram mutatja:
| Lakosok száma | 365  | 357  | 357  | 276  | 224  | 231  | 213  | 193  | 167  | 183  |
|               | 1869 | 1900 | 1921 | 1961 | 1980 | 2011 | 2016 | 2019 | 2021 | 2024 |